# Ничев, Иван
Ива́н Ни́чев Ива́нов (болг. Иван Ничев Иванов; род. 31 июля 1940, Казанлык, Болгария) — болгарский кинорежиссёр, сценарист, продюсер и педагог.

## Биография
В 1967 году окончил киношколу в Лодзи. Снял несколько документальных фильмов. В игровом кино дебютировал в 1971 году («Сердце человеческое»). С 1978 года преподаёт в НАТФИЗе.

## Избранная фильмография

### Режиссёр
- 1970 — Сердце человеческое / Сърце човешко (новелла в фильме «На рассвете»)
- 1973 — Воспоминание / Спомен
- 1976 — Звёзды в волосах, слёзы в глазах / Звезди в косите, сълзи в очите
- 1978 — Бумеранг / Бумеранг
- 1981 — Праздники людей / Човешки празници (к/м)
- 1981 — Царская пьеса / Царска пиеса
- 1981 — Бал одиноких / Балът на самотниците
- 1984 — Чёрные лебеди / Черните лебеди
- 1988 — 1952: Иван и Александра / 1952: Иван и Александра
- 1991 — Бай Ганьо путешествует по Европе / Бай Ганьо тръгва из Европа
- 1994 — Любовные грёзы / Любовни сънища
- 1998 — После конца света / След края на света
- 2003 — Путешествие в Иерусалим / Пътуване към Йерусалим
- 2007 — Дети из воска / Деца от восък
- 2008 — Приключения Арлекина / Приключенията на един Арлекин (сериал)
- 2014 — Болгарская рапсодия / Българска рапсодия

### Сценарист
- 1978 — Бумеранг / Бумеранг (с Свободой Бычваровой и Евгенией Радевой)
- 1981 — Праздники людей / Човешки празници (к/м)
- 1984 — Чёрные лебеди / Черните лебеди
- 1988 — 1952: Иван и Александра / 1952: Иван и Александра
- 1994 — Любовные грёзы / Любовни сънища
- 2014 — Болгарская рапсодия / Българска рапсодия

### Продюсер
- 2003 — Путешествие в Иерусалим / Пътуване към Йерусалим
- 2007 — Дети из воска / Деца от восък
- 2014 — Долгий путь домой / Дългият път към дома

## Награды
- 1989 — номинация на «Золотого медведя» 39-го Берлинского международного кинофестиваля («1952: Иван и Александра»)
- 1999 — номинация на «Хрустальный глобус» кинофестиваля в Карловых Варах («После конца света»)
- 2020 — Орден «Стара-планина» I степени[1]